# Channa striata
Channa striata es una especie de pez cabeza de serpiente. También se conoce como cabeza de serpiente común, cabeza de serpiente chevron, y cabeza de serpiente de rayas. Es originaria de Asia meridional y sudoriental, y se ha introducida en algunas islas del Pacífico (informes de Madagascar y Hawái las han identificado por error como C. maculata).

## Introducción

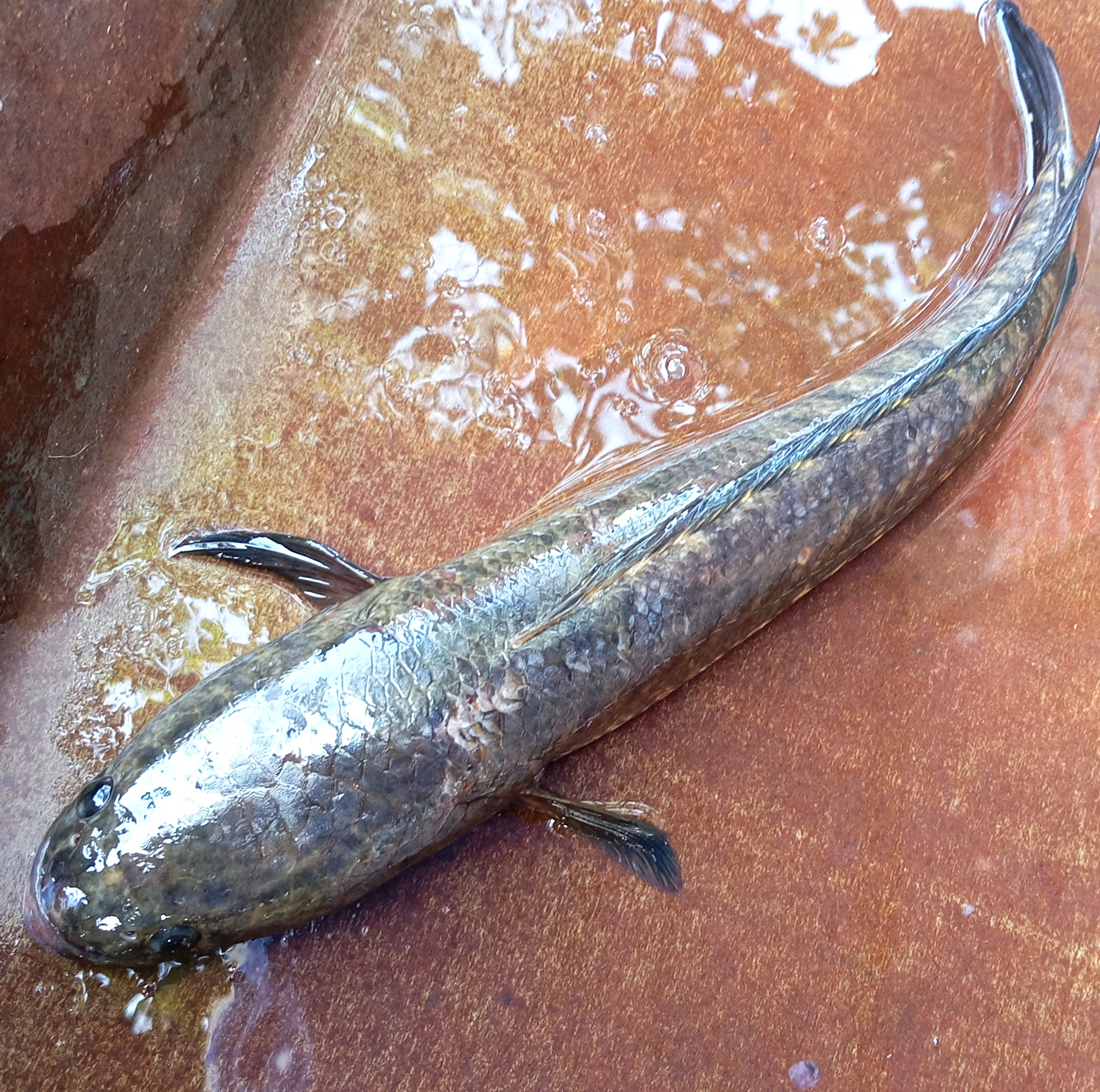
Channa striata, West Bengal, India

El pez Channa striata crece hasta un metro de longitud, aunque debido a la pesca,  raramente se encuentran de este tamaño en la naturaleza. Se pueden encontrar principalmente en sur de China, Pakistán, la mayor parte de la India, el sur de Nepal, Bangladés, Sri Lanka, y la mayor parte del sudeste de Asia. Se ha introducido recientemente a las afueras de Indonesia, Filipinas y Mauricio. Informes de principios del siglo XX que sugieren que se introdujo en el medio natural en Hawái, en particular la isla de Oahu, así como posteriores informes de Madagascar, son el resultado de errores de identificación con Channa maculata. El único establecimiento confirmado de Channa Striata en Hawái se encuentra en una granja comercial de peces. Los medios de comunicación populares y el Servicio de Pesca y Vida Silvestre de los Estados Unidos han continuado con este aparente error desde el 2002. Reportes y textos de principios y mediados del siglo XX acerca de su entrada a California parecen ser el resultado de un malentendido.
Es un importante alimento para consumo humano en toda su área de distribución natural, y es de gran importancia económica. Los adultos son de color marrón oscuro con tenues franjas negras en todo su cuerpo. Tanto machos como hembras ayudan a construir un nido hecho vegetación acuática durante el tiempo de crianza. Sus pececillos son de color naranja rojizo y son custodiados por ambos padres hasta que se tornan de un color marrón verdoso y alcanzan un tamaño alrededor de 5.6 cm.
Es común en los llanos de agua dulce, donde migra de los ríos y lagos a campos inundados, regresando luego a los cuerpos de agua permanentes en la estación seca, donde sobrevive excavando en el barro.
Se alimenta de ranas, insectos acuáticos y peces más pequeños, y que atacará algo que se mueve en la crianza.

## Nomenclatura
El pez Channa striata o cabeza de serpiente común se conocen como Nga-mu en Manipur, Xol en asamés, Shol (শোল) en bengalí, varaal (വരാല്)) en Kerala, India; viral (Tamil: விரால்) en Tamil Nadu, India y Sri Lanka; pla chon (tailandés: ปลา ช่อน) en Tailandia; gabus en Indonesia; haruan en Malasia;  y haloan, aruan, haruan, bulig, dalag, o "locha" en Filipinas.

## Gastronomía

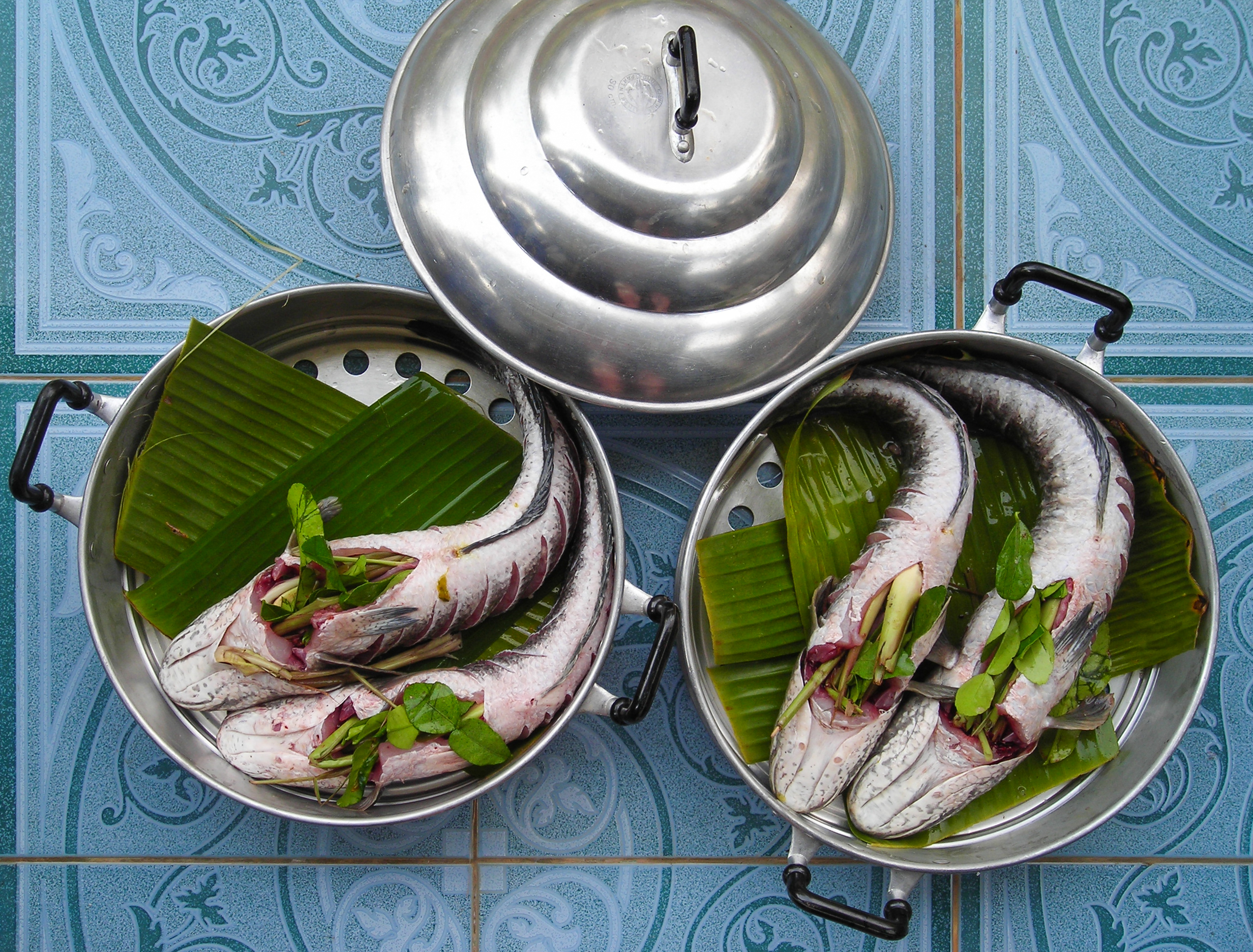
Pez cabeza de serpiente relleno de hierba de limón y hojas de lima listo para cocer al vapor

Un curry hecho con este pescado y tapioca es un manjar en Kerala. En Indonesia, los peces cabezas de serpiente son un tipo popular de pescados salados en la cocina indonesia. En Filipinas, se sirve ya sea frito, a la parrilla o con sopa.
Los platillos que llevan este pescado y se comen con arroz son muy populares entre los bengalíes de Bangladés y Bengala Occidental.
Los peces cabezas de serpiente son muy populares en la cocina Thai, donde se preparan en una variedad de maneras. Pescado a la plancha es un alimento común ofrecido por vendedores ambulantes o en kaeng som. Ra Pla es una salsa de pescado fermentado muy popular en la cocina tailandesa del noreste que se hace a base de este pez . También, una salchicha china se prepara con carne de cabeza de serpiente común en Tailandia. 

## Sistema inmunológico
La industria de la piscicultura está sufriendo pérdidas económicas masivas debido al síndrome de epizootia ulcerosa (USE) y patógenos de pescados. La literatura disponible indica que la infección de patógenos de peces como las bacterias Aeromonas hydrophila (y Aeromonas sobria), hongos (Aphanomyces invadans) y virus pueden causar retraso en el crecimiento y la mortalidad severa en C. striatus. Channa striatus dependen de sus componentes inmunes innatos para luchar contra estas infecciones. Algunas de las moléculas inmunes incluyen quimioquinas, receptores de quimioquinas, tiorredoxina, superóxido dismutasa, serina proteasa, catepsina,  lectina.

## Medicina popular
Los hermanos Bathini Goud en Hyderabad, India, promueven la ingestión de pescado murrel vivo y hierbas como un tratamiento para el asma, aunque el tribunal dictaminó que no pueden llamarlo "medicina". Le dan la libertad de los niños en Mrigasira Nacchatra. No hay indicios de que sea clínicamente eficaz y defensores de los derechos de los niños han pedido su prohibición. 
En el sur de China y el sudeste asiático se cree que comer este pescado ayuda en la cicatrización de heridas.